# Chiesa del Santissimo Rosario (Fossacesia)
La chiesa del Santissimo Rosario o, più semplicemente chiesa del Rosario, è sita in Via della marina a Fossacesia, in Provincia di Chieti.
È stata fondata nel 1876.

## Descrizione

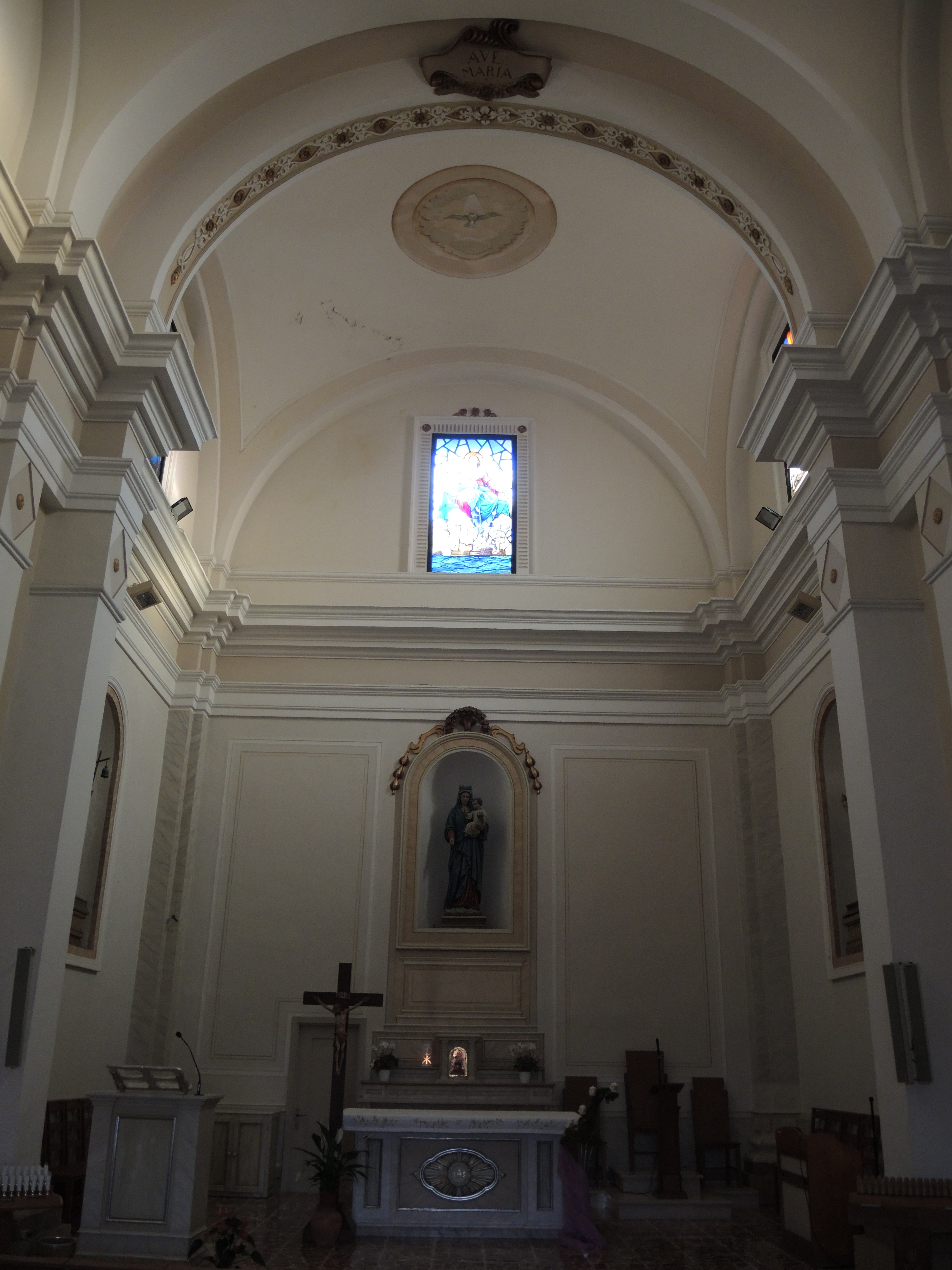
Interno

### L'esterno
La facciata è in mattoni, divisa in due parti orizzontali da una fascia che è sita sotto il timpano che fa terminare la facciata con un profilo a capanna. Il timpano è circondato da una cornice aggettante, che reca in iscrizioni l'anno di ultimazione della costruzione nel 1876. All'interno del timpano vi è un orologio.
- Al I livello una fascia alla base è di colore giallo, nella facciata si apre l'unico accesso alla chiesa mediante un portale con timpano posto su delle mensole in pietra su cui vi è una lapide con decorazione realizzata con due volute e una croce. Ai lati del portale vi sono delle lapidi che commemorano dei cittadini famosi di Fossacesia, l'abate e storico Pietro Pollidori, morto nel 1748, e l'abate e studioso Domenico Romanelli (1756-1819).[1]
- Al II livello vi sono quattro lesene ioniche poste ad una distanza non uniforme l'una dall'altra.[1]

Il campanile a torre in mattoni rossi, si trova sul retro della chiesa, possiede 3 campane.

### L'interno
L'interno è composto da un'unica navata suddivisa in tre campate, a loro volta scandite da paraste con una decorazione a rombo su cui vi è una trabeazione aggettante. Sopra le paraste si siramano i costoloni della copertura a botte. La cantoria è posta su due colonne in marmo e da due semicolonne sulla parete dell'ingresso, queste colonne sono in stile dorico. Dei gradini separano il resto della chiesa dall'altare.
Presso l'altare maggiore si trovano tre nicchie con le statue della Madonna col Bambino, ai lati quelle di Sant'Antonio abate e d San Rocco.